# 一匹狼
一匹狼（いっぴきおおかみ、英語: lone wolf）は、パック（群れ）から離れ単独で放浪するオオカミである。人間についての比喩としても使われる。

## オオカミの社会における一匹狼
オオカミの社会は群れ社会であり、アルファ（alpha）と呼ばれるペア（夫婦）と未成熟の子供たちからなるパック (pack, wolfpack) が単位である。パック内ではアルファ夫婦のみが繁殖を許される。
子供たちは性成熟すると、まれに同性のアルファを倒し新たなアルファとなることもあるが、ほとんどはパックを離れる。同い年の兄弟や姉妹が、同時にパックを離れて、しばらく行動を共にすることもあるが、基本的に彼らは一匹狼となる。これは他の同じような群れを作る動物も同様だが同じ血を持つ同士の近親交配を避ける意味合いもある。
彼らは、一匹狼同士でペアとなり新たなパックを作るか、他のパックの同性のアルファを倒しパックを乗っ取る。ただし後者はリスクが高く、失敗すると死に至ることもあり、一匹狼の主な死因の一つである。また一匹のみでは狩りの成功確率も非常に低いので餓死のリスクも非常に高い。
パックは一匹狼を攻撃するので、一匹狼はパックの縄張りの外を行動範囲とする。パックの縄張りには、パック同士の衝突を避けるため緩衝地帯があり、そこは一匹狼にとって安全なだけでなく、狼の獲物となる草食獣にとっても比較的安全であり、草食獣の生息密度が高く、一匹狼が生きてゆく助けとなる。

## 比喩
転じて、孤独を好んだり性格が内向性であったりなどの要因により、自発的に集団を離れ、または集団の中であっても単独で行動する人間を一匹狼と呼ぶ。英語ではマベリックという表現も使われる。

### テロ・犯罪
テロ組織や反社会的勢力に属さず単独行動のテロリスト・犯罪者を、かつては、「一匹狼（ローンウルフ）」と呼んでいた。
しかしこの呼称はテロを美化するとして、現在は、全世界的に「ローンオフェンダー」と称することになっている。